# Uzení

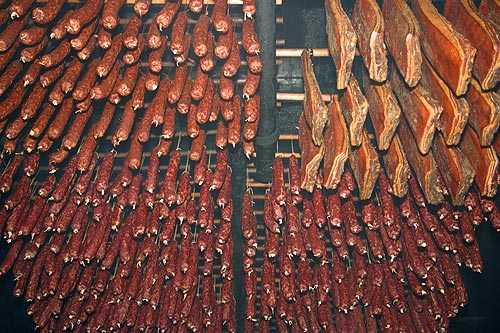
Průmyslové uzení

Uzení je tepelná úprava masa či sýrů, která spočívá v ponechání potraviny po určitou dobu v teplém kouři vzniklém hořením dřeva. Před uzením se maso zpravidla na několik dní nakládá do solného nálevu, čímž se do značné míry konzervuje. Samotné uzení teplým kouřem maso vysušuje, tepelně upravuje, dále konzervuje a dodává potravině specifickou chuť. Doba uzení závisí na velikosti upravovaných kusů masa nebo masných výrobků a na požadované úrovni vysušení. Uzené potraviny mají oproti čerstvým výhodu, že jsou trvanlivější, a tedy delší dobu vydrží v prostředí, kde není k dispozici chlazení.

## Dřevo
Dřevo k uzení musí být vždy suché a zdravé. Obecně jsou doporučována tvrdá dřeva (měkké dřevo je vhodné pouze pro rozehřátí udírny), názory na konkrétní dřeviny se ale mohou mezi jednotlivými odborníky lišit. Doporučuje se dřevo zbavit kůry, u dubu a olše je to nutnost. Nejčastěji jsou citovány následující:
| ovocné stromy - švestka - višeň - jabloň - hrušeň - třešeň - meruňka - broskvoň | ostatní listnáče - buk - kaštanovník - dub - ořech - jasan - javor | jehličnany - jalovec |

Z ovocných dřevin jsou méně vhodné třešeň, meruňka a broskvoň, protože jejich dřevo obsahuje vyšší podíl pryskyřice, naopak k nejvhodnějším patří švestka, vhodná je i jabloň, výborná hrušeň. Obvykle je doporučováno ovocné dřevo používat až na závěr (zhruba poslední třetinu), nebo kombinovat. Dlouhé uzení na švestce může způsobit lehce nasládlou nebo štiplavou chuť masa (podobné nedostatky nemusejí být způsobeny jen dřevem, ale i nevhodnou přípravou masa a udírny).
Z ostatních listnáčů patří mezi nejlepší buk (při nesprávném postupu nebo špatně navržené udírně ale může dehtovat). Blízký charakter bukovému dřevu má botanicky příbuzný kaštanovník jedlý (neplést s jírovcem, který je nevhodný). Dub je v praxi často kombinován s olší, obojí je ale nutné zbavit kůry (maso může dostat nahořklou nebo nakyslou příchuť), přičemž u dubu je důležité, aby dva roky předem ležel na dešti a následně alespoň rok vysychal, aby se zbavil tříslovin.
Jehličnany jsou kvůli obsahu pryskyřice pro uzení nevhodné (borovice se nedoporučuje ani k roztápění), někdy je však pro závěrečné fáze doporučován jalovec, který dodává specifické aroma.

## Zdravotní rizika
Uzené maso může obsahovat například nadlimitní množství polyaromatických uhlovodíků či těžkých kovů.